# Мишнёв, Борис
Борис Фёдорович Мишнев (латыш.  Boriss Mišņevs; 12 января 1951 года) — советский и латвийский учёный. Второй ректор Института транспорта и связи (TSI) с 8.07.2010 по 24.09.2013. Доктор инженерных наук, профессор ТСИ.
Борис Фёдорович Мишнев родился в 1951 году. Окончил РКИИГА. В 1972 году защитил инженерный диплом. В 1993 году в Рижском авиационном институте защитил докторскую работу. С 1992 года доцент Авиационного института. Стажировался в университетах Великобритании (1994), Канады (1995) и Германии (1999). 1997—1998 работал в «SWH Technologies» руководителем группы и в 1999-2002 - в Exigen Latvia менеджером по качеству. В 2002 году занимает должность проректора TSI. В 2008 году избирается на должность профессора. В 2010 году избирается ректором TSI. C октября 2013 - профессор кафедры программного обеспечения компьютерных систем и директор академической программы в TSI.